# John Macnamara
John Robert Jermain Macnamara (11 de octubre de 1905-Italia, 22 de diciembre de 1944) fue un político, miembro del Partido Conservador británico, y oficial del Ejército, muerto en Italia, durante la Segunda Guerra Mundial.
En las elecciones generales de 1935 fue elegido parlamentario por Chelmsford. Ejerció también de secretario, junto con el liberal Wilfrid Roberts, del Basque Children's Committee.
Entre 1935 y 1936, tuvo como asistente personal al espía soviético Guy Burgess. Macnamara pertenecía a la Anglo-German Fellowship, una organización que impulsaba el estrechamiento de lazos entre el Reino Unido y Alemania y que tenía entre sus filas a algunos nazis. Burgess se ganó la confianza de Macnamara y organizaron una serie de viajes al exterior, incluida Alemania, donde el político mantenía relación con gente de las Juventudes Hitlerianas. Burgess se las apañó para estar en contacto con homosexuales de alto rango, tales como Édouard Pfeiffer, secretario de Édouard Daladier, ministro de Guerra francés. Asimismo, le sonsacó a Macnamara información importante acerca de las intenciones alemanas en materia de política exterior.
Comandó, como coronel, un batallón durante la Segunda Guerra Mundial. En una visita a Italia en diciembre de 1944, mientras observaba cómo los hombres formaban filas, lo alcanzó un bombardeo alemán y falleció en el acto. Sus restos se enterraron en el cementerio de guerra de Forli.
| Predecesor: Vivian Henderson | Parlamentario por Chelmsford 1935-1944 | Sucesor: Ernest Millington |